# Wijbren Elgersma
Wijbren Elgersma (Ternaard, 29 april 1896 - Franeker, 28 februari 1960) was een Nederlandse politicus.

## Loopbaan
Elgersma was een zoon van Klaas Wybrens Elgersma en Feike Jans Terpstra. Hij begon zijn loopbaan als tweede ambtenaar ter secretarie bij de gemeente Westdongeradeel in 1913. Vier jaar later werd hij adjunct-commies in Zwolle. Korte tijd later keerde hij terug naar Westdongeradeel, nu als eerste ambtenaar. Van 1921 tot 1931 was hij gemeentesecretaris van Barradeel.
In 1931 werd hij benoemd tot burgemeester van Franekeradeel. Hij was daarnaast onder meer inspecteur van de vereniging voor christelijk volksonderwijs (1931-1950) en lid van de Provinciale Staten.
Tijdens de Tweede Wereldoorlog werd Elgersma afgezet en vervangen door een NSB-burgemeester. Hij keerde na de oorlog terug in het ambt. Elgersma leed aan een hartkwaal, waardoor hij in 1949 ziekteverlof aanvroeg, in mei 1952 werd hem eervol ontslag ontleend. Hij werd opgevolgd door Frederik Willem Steenhuisen, die hem tijdens zijn ziekte al als waarnemend burgemeester had vervangen. 